# Macrocystidia cucumis
Macrocystidia cucumis (Christian Hendrik Persoon, 1796 ex Marcel Josserand, 1934) din încrengătura Basidiomycota, în familia Marasmiaceae și de genul  Macrocystidia, numit în popor castravetele/castraveții pădurii, este o specie de ciuperci necomestibile comună, larg răspândită și saprofită care descompune material organic. Buretele se poate întâlni în România, Basarabia și Bucovina de Nord, crescând în grupuri, uneori în colonii mari și tufe, pe sol umed, bogat în humus sau azot, nu numai în păduri mixte sau de foioase pe frunze de fagi sau stejari în putrefacție, ci, de asemenea, pe maluri de pâraie, în săpături, prin grădini, parcuri sau alte zone cu iarbă și/sau urzici, chiar și pe mulci. Apare de la câmpie la munte, din (iulie) august până în noiembrie. În locuri deosebit de adăpostite și în condiții meteorologice favorabile, specia apare sporadic și primăvara precum peste iarnă.

## Taxonomie

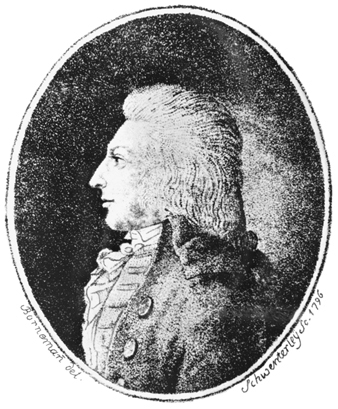
C. H. Persoon

Numele binomial a fost determinat drept Agaricus cucumis de renumitul micolog bur Christian Hendrik Persoon în volumul 1 al operei sale Observationes mycologicae. Seu descriptiones tam novorum, quam notabilium din 1796.
Apoi, în 1934, micologul francez Marcel Josserand (1900-1992) a transferat specia sub păstrarea epitetului la genul creat de el, anume Macrocystidia, de verificat în volumul 49 al jurnalului micologic Bulletin de la Société Mycologique de France. Taxonul Macrocystidia cucumis este numele curent valabil (2020).
Toate celelalte încercări de redenumire (vezi infocaseta) sunt acceptate sinonim, dar nu sunt folosite.
Numele generic se referă la mărimea deosebită a cistidelor latin (latină magnus=mare), iar epitetul este derivat din cuvântul latin (latină cucumis=castravete), datorită mirosului specific, foarte pronunțat al ciupercii.

## Descriere
- Pălăria: higrofană, fragilă și subțire cu un diametru de 2-5 (6)cm, este inițial în formă de clopot și aproape translucidă, apoi convexă, la sfârșitul maturizării aplatizată deseori neregulat, cu o cocoașă centrală care se pierde cu timpul. Cuticula este mătăsoasă până catifelată (datorită cistidelor numeroase și lungi), iar la umezeală lucioasă cu margini hialine și canelate, culoarea variind de la brun-închis la gri-maroniu. Coloritul roșcat-maroniu până castaniu este spre mijloc mai închis, brun-negricios și spre margine mai deschis cu nuanțe pal maronii până albicios-gălbuie. Din cauza higrofanității, cuticula arată pe vreme uscată brună ca pielea de porc până gălbuie.
- Lamelele:  sunt dese, destul de late și bulboase, cu lameluțe intercalate de lungime diferită, parțial bifurcate, fiind dințat atașate de picior iar la bătrânețe aproape libere. Coloritul este inițial albicios, devenind cu înaintarea în vârstă gălbui-rozaliu până ocru-roșiatic.
- Piciorul: cu o înălțime de 4-7cm și o grosime de 0,5-0,8cm este mai mult sau mai puțin cilindric, bățos, cartilaginos și gol pe dinăuntru. Coaja, ușor catifelată și aceasta (din caza caulocistidelor mari), de culoare închis castanie până brun-negricioasă, este spre pălărie mai deschis brumată. Nu prezintă un inel.
- Carnea: maronie, inconsistentă și subțire în pălărie precum dură în picior, are un miros puternic de castravete care devine asemănător uleiului de balenă la bătrânețe și un gust blând, ușor neplăcut, stătut, dar fără a fi specific.[4][5]
- Caracteristici microscopice:  sporii netezi, elipsoidal-fusiformi, cu pereți subțiri, hialini (translucizi) și neamilozi (nu se decolorează cu reactivi de iod) au o mărime de 7,2-8,5 x 3,9-4,7 microni, coloritul pulberii tinde între galben de pai la deschis roșiatic. Basidiile de 20-25 x 7-8 microni sunt clavate cu fibule și au 2-4 sterigme fiecare. Cistidele (elemente sterile situate în stratul himenal sau printre celulele din pielița pălăriei și a piciorului, probabil cu rol de excreție) sunt foarte voluminoase în formă de lanțetă cu 40-60 (90) x 15-25 (30) microni. Cele mai mari sunt pileocistidele (elemente sterile de pe suprafața pălăriei) cu până la 90µm lungime, constând din hife întinse, septate cu fibule. Cheilocistide (elemente sterile situate pe muchia lamelor) și  Pleurocistide (elemente sterile situate în himenul de pe fețele lamelor) bombat-fusiforme cu vârfuri alungite sia ascuțite măsoară 50-70 x 13-16 microni. Caulocistidele (cistide situate la suprafața piciorului), de asemeni bătătoare la ochi sunt orânduite în smocuri. Cistidele sunt astfel de uriașe, încât sunt vizibile cu un microscop cu putere redusă sau chiar cu o lentilă de mână bună.[9][10]
- Reacții chimice: buretele se colorează cu Hidroxid de potasiu măsliniu innchis, iar cuticula trece după ceva timp în gri.[11][12]

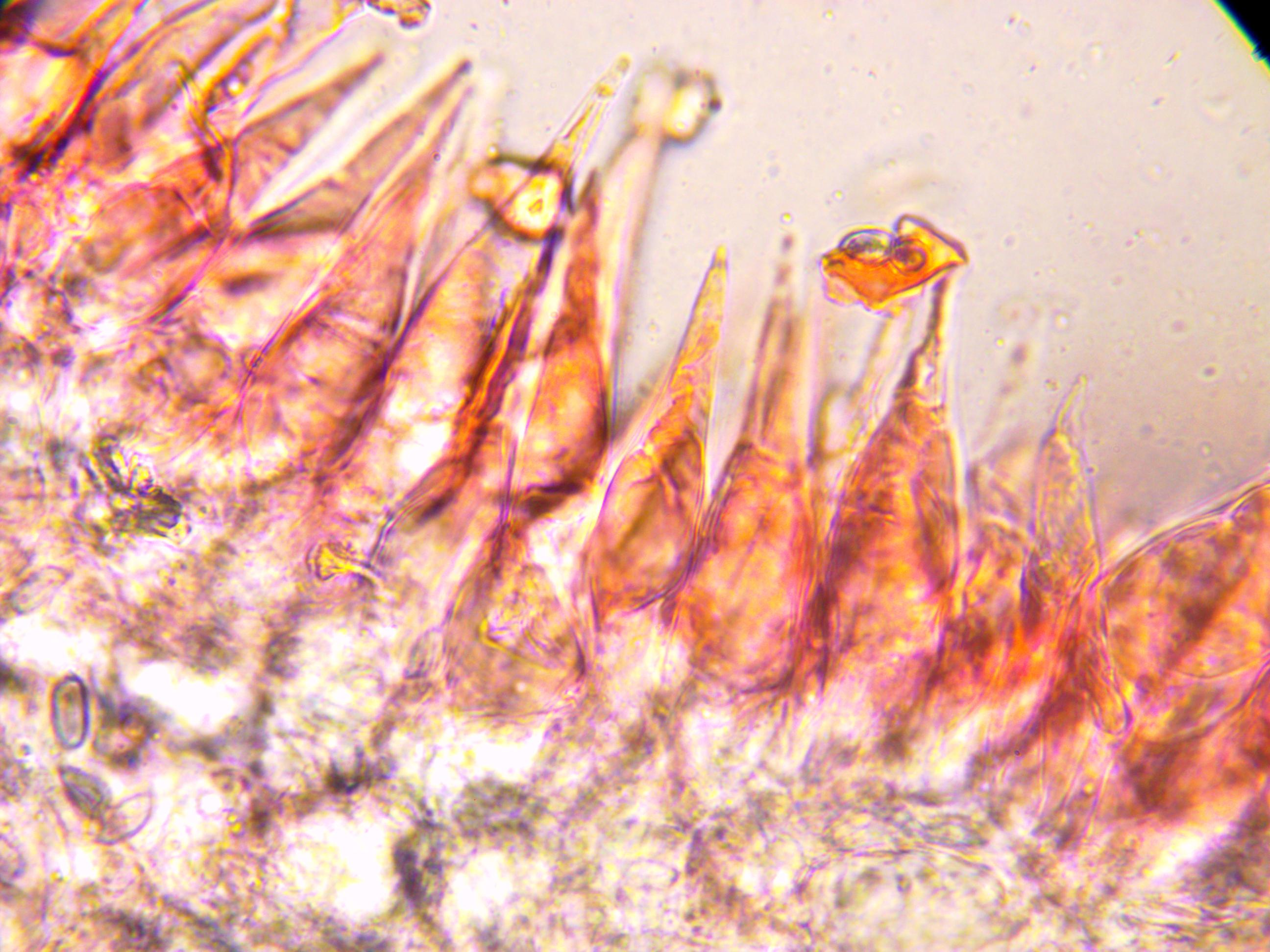
M. cucumis cistide
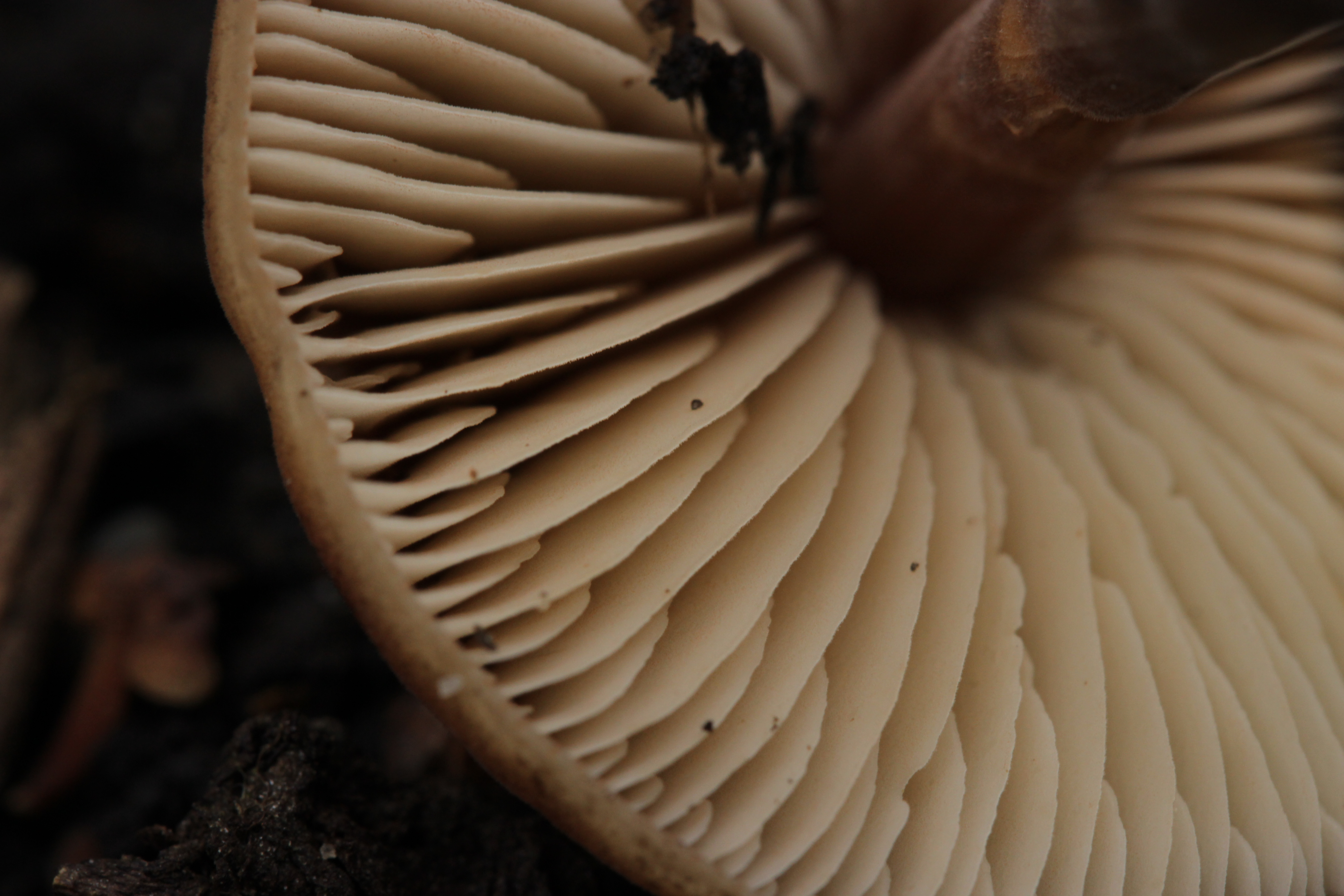
M. cucumis, lamele din apropiere
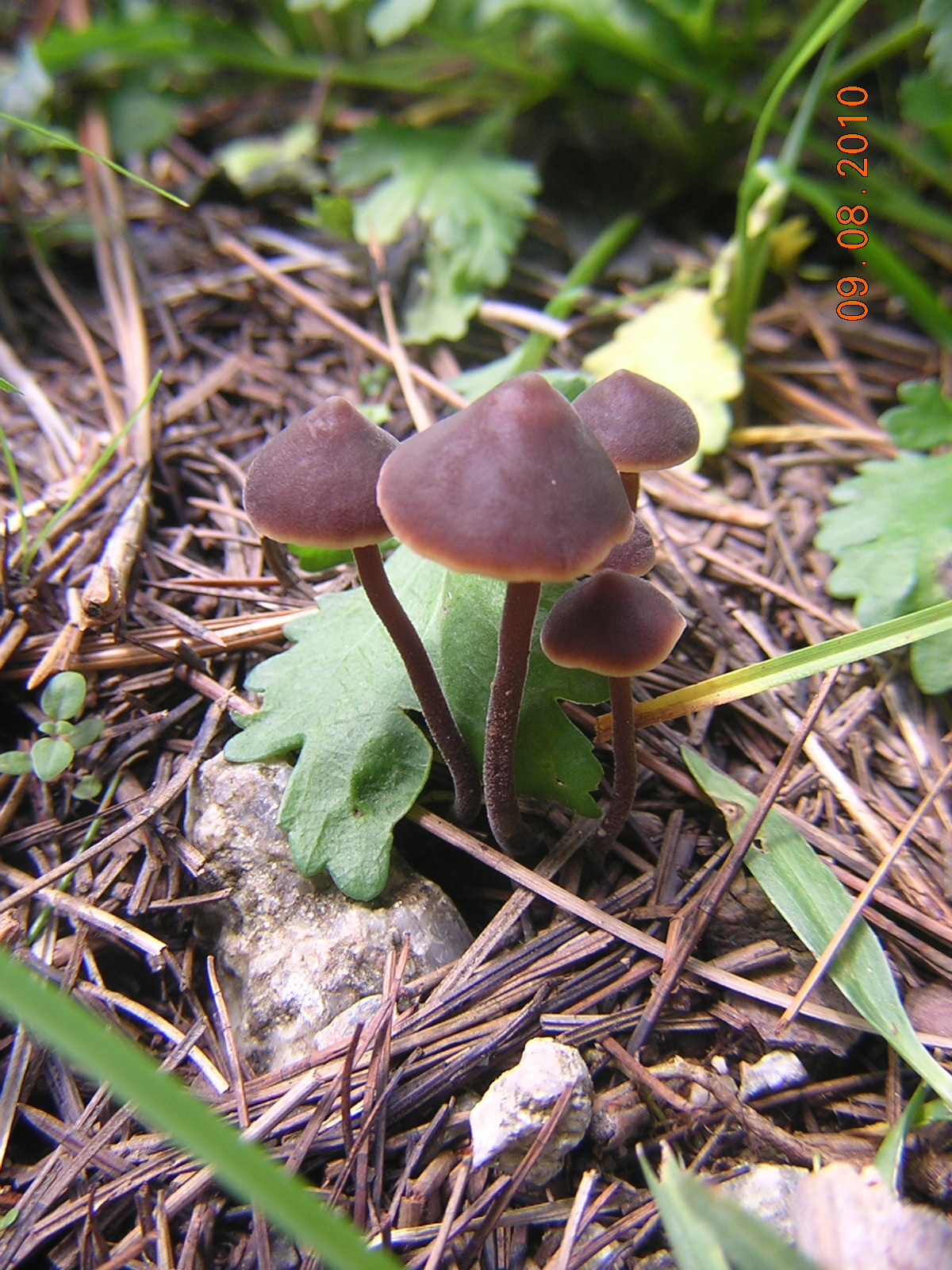
M. cucumis tineri
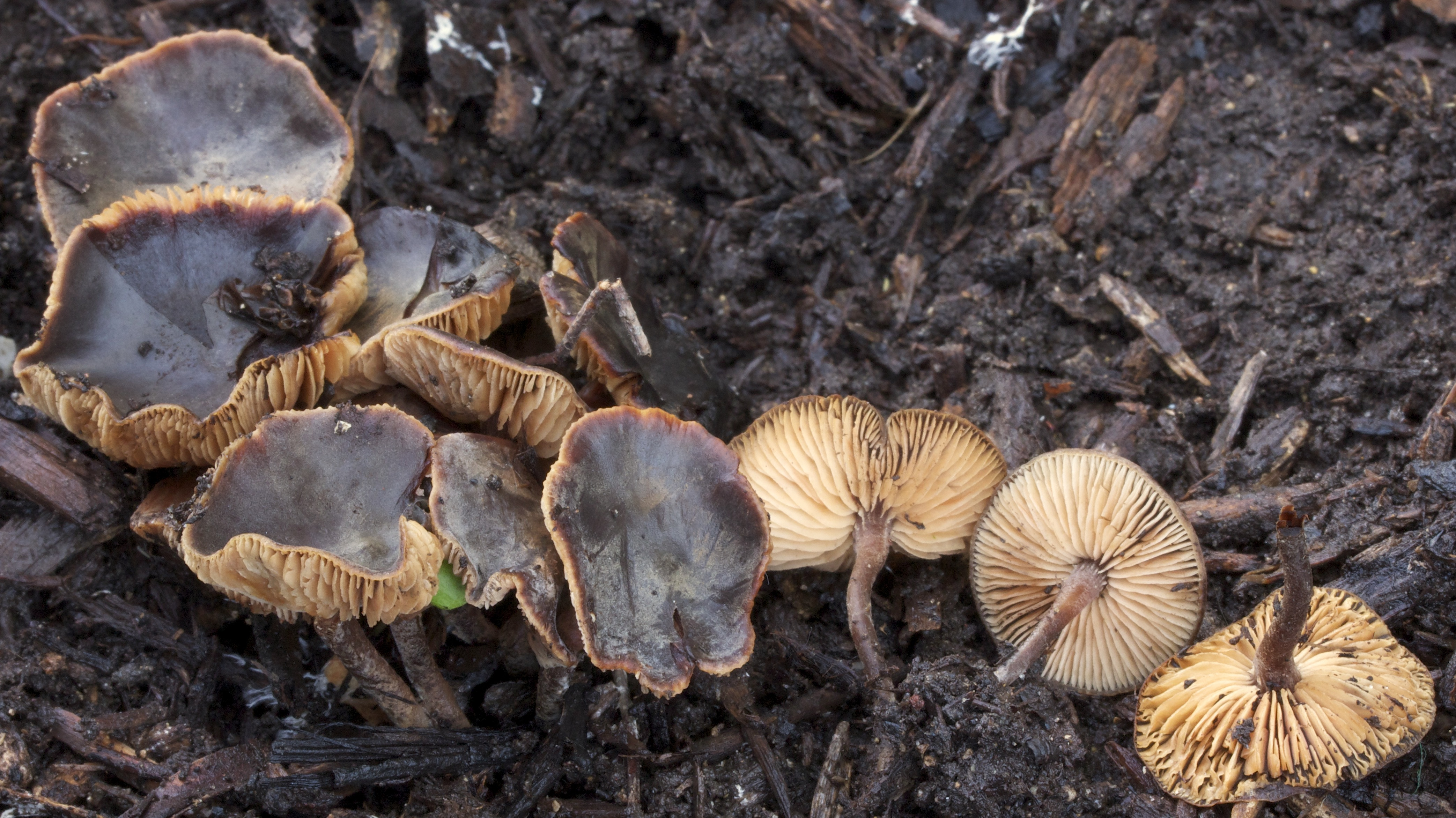
M. cucumis bătrâni
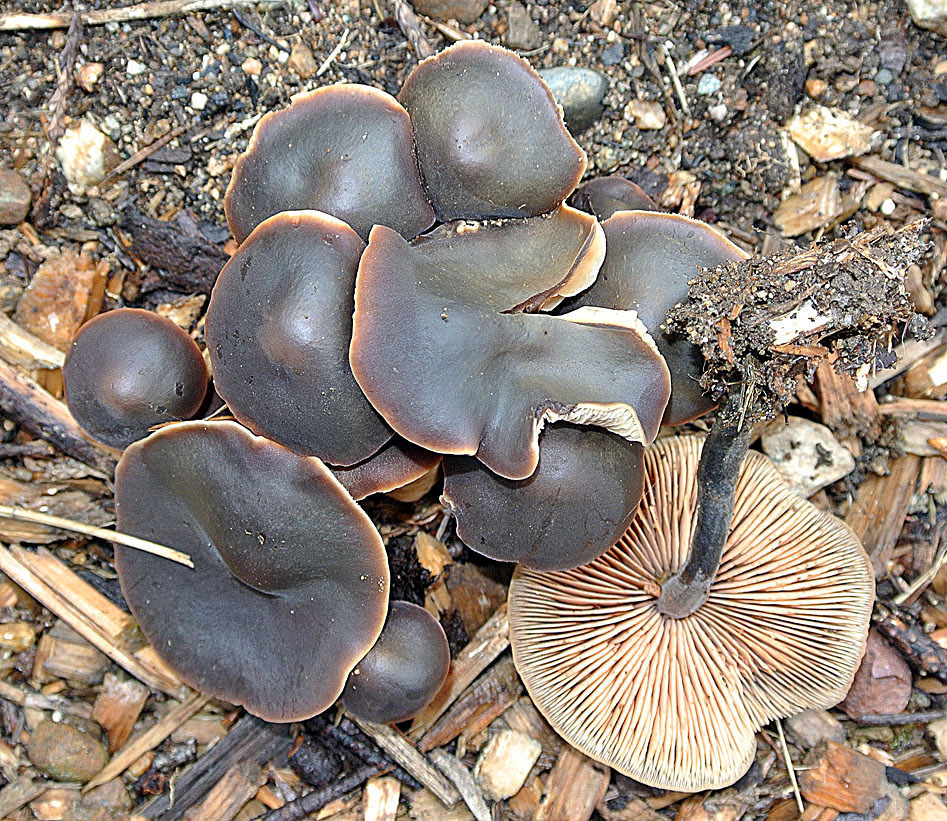
M. cucumis, tufă

## Confuzii
Dacă nu se dă seama de mirosul ciupercii, ea ar putea fi confundată și de exemplu cu: Entoloma dichroum (necomestibil), Gymnopus erythropus (comestibil), Pluteus atricapillus, Pluteus atromarginatus sin. Pluteus nigrofloccosus, Pluteus  bruneoradiatus, Pluteus cervinus (comestibil), Pluteus cinereofuscus, Pluteus nanus (comestibil, dar fără valoare culinară), Pluteus patricius, Pluteus phlebophorus, Pluteus podospileus, Pluteus pouzarianus, Pluteus romellii, Pluteus thomsonii, Rhodocollybia butyracea sin. Collybia butyracea (comestibilă) sau chiar cu toxicul Entoloma vernum.

## Specii asemănătoare în imagini

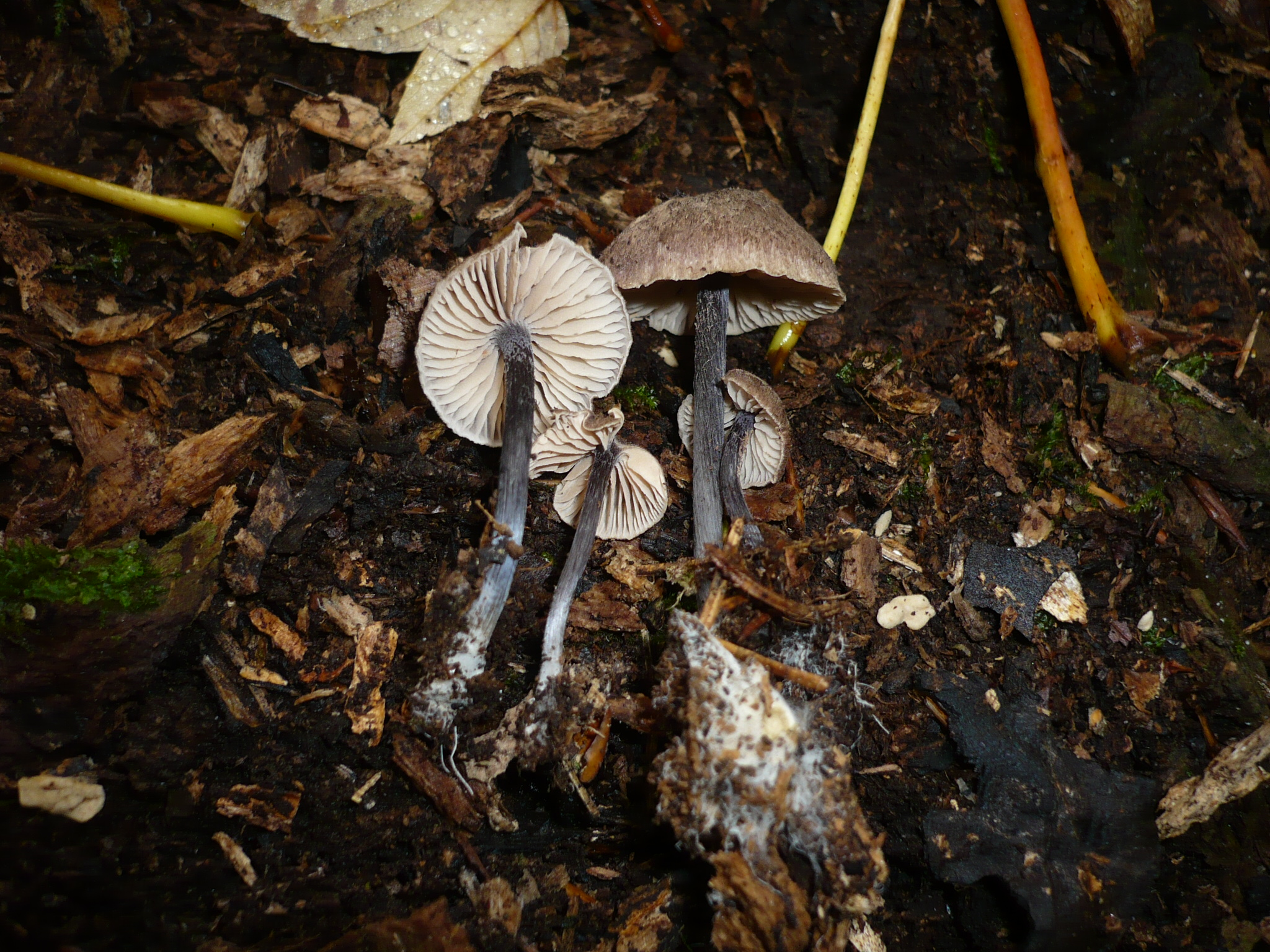
!Entoloma dichroum!
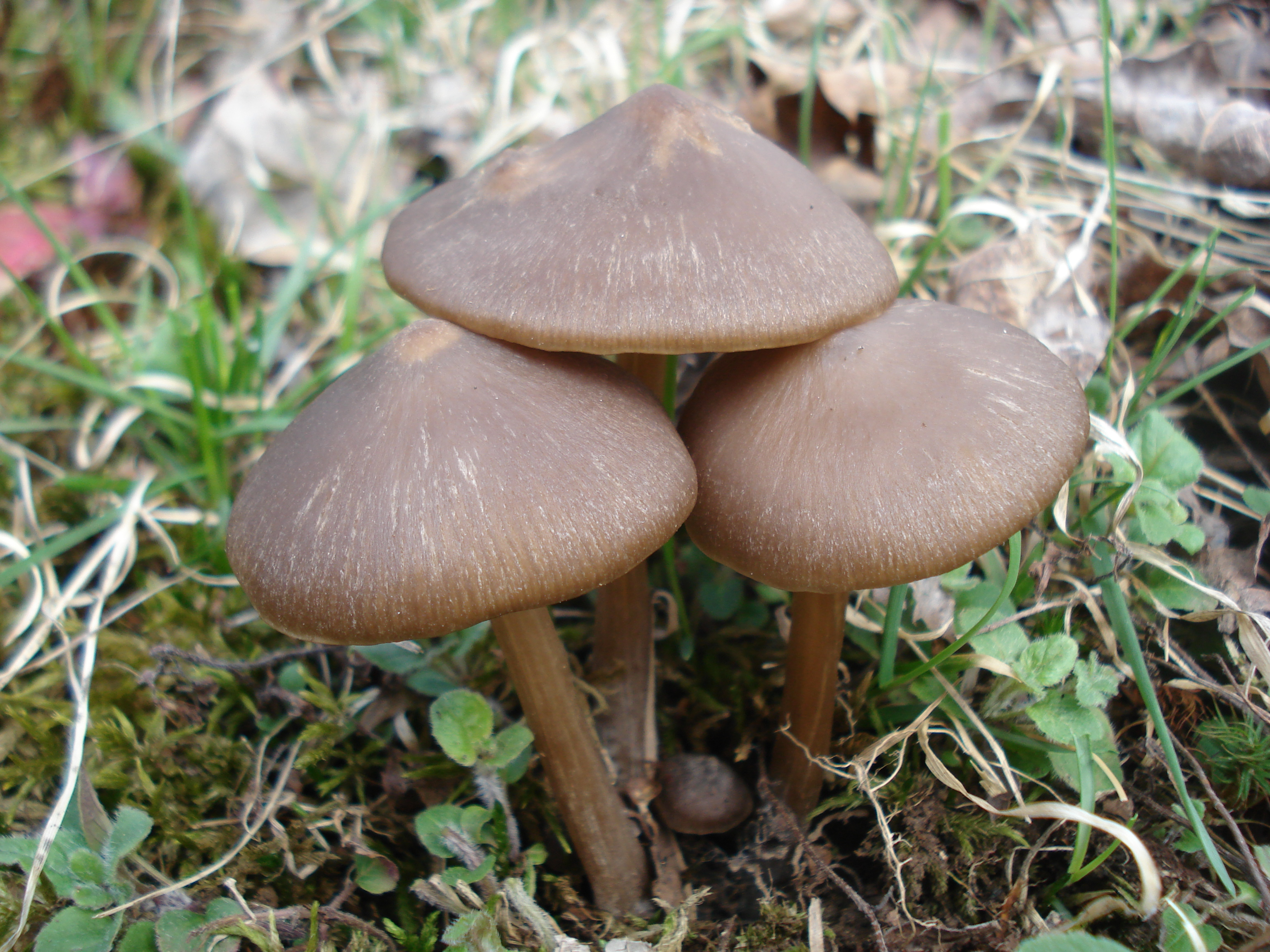
!! Entoloma vernum !!
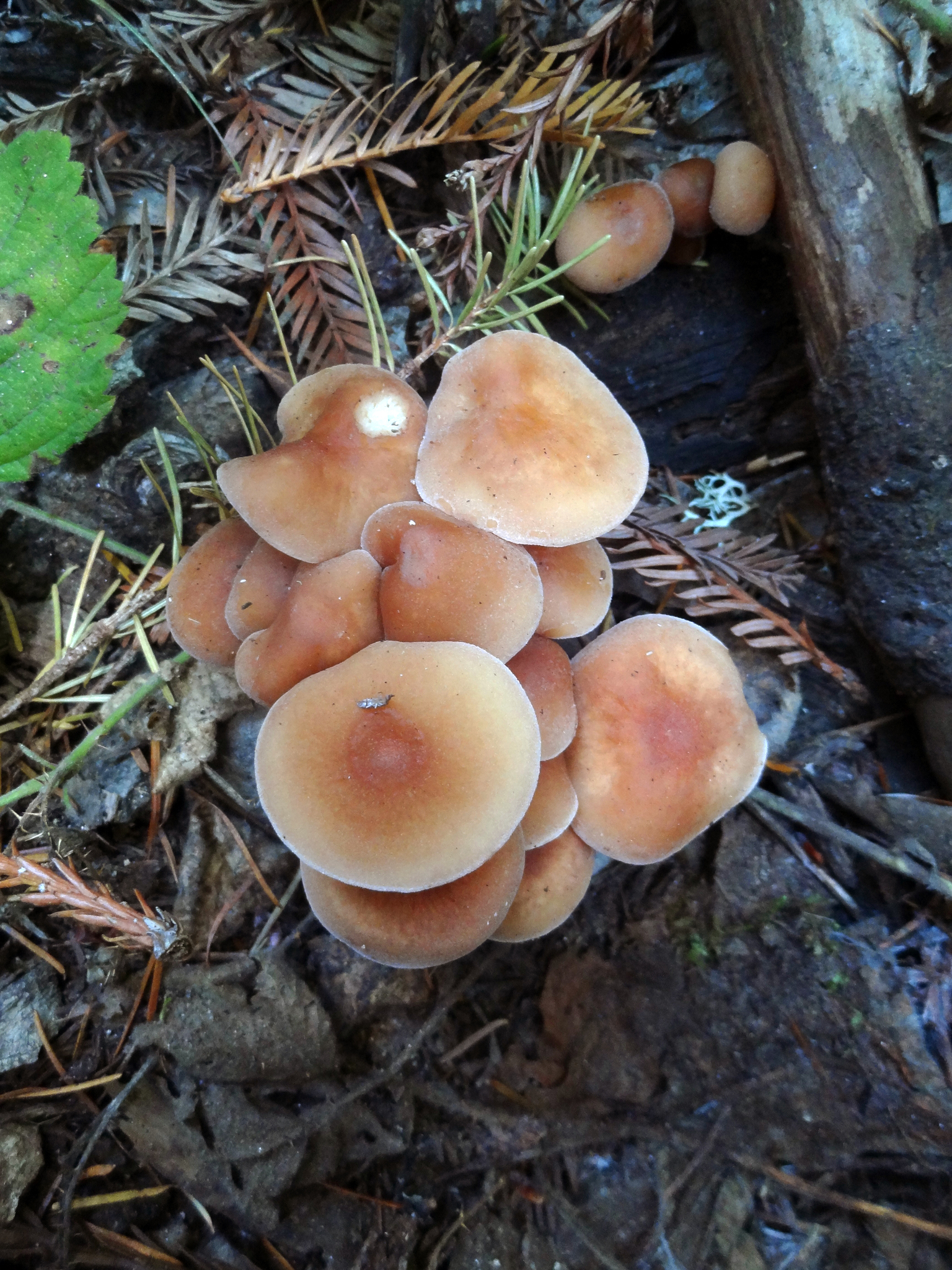
Gymnopus erythropus
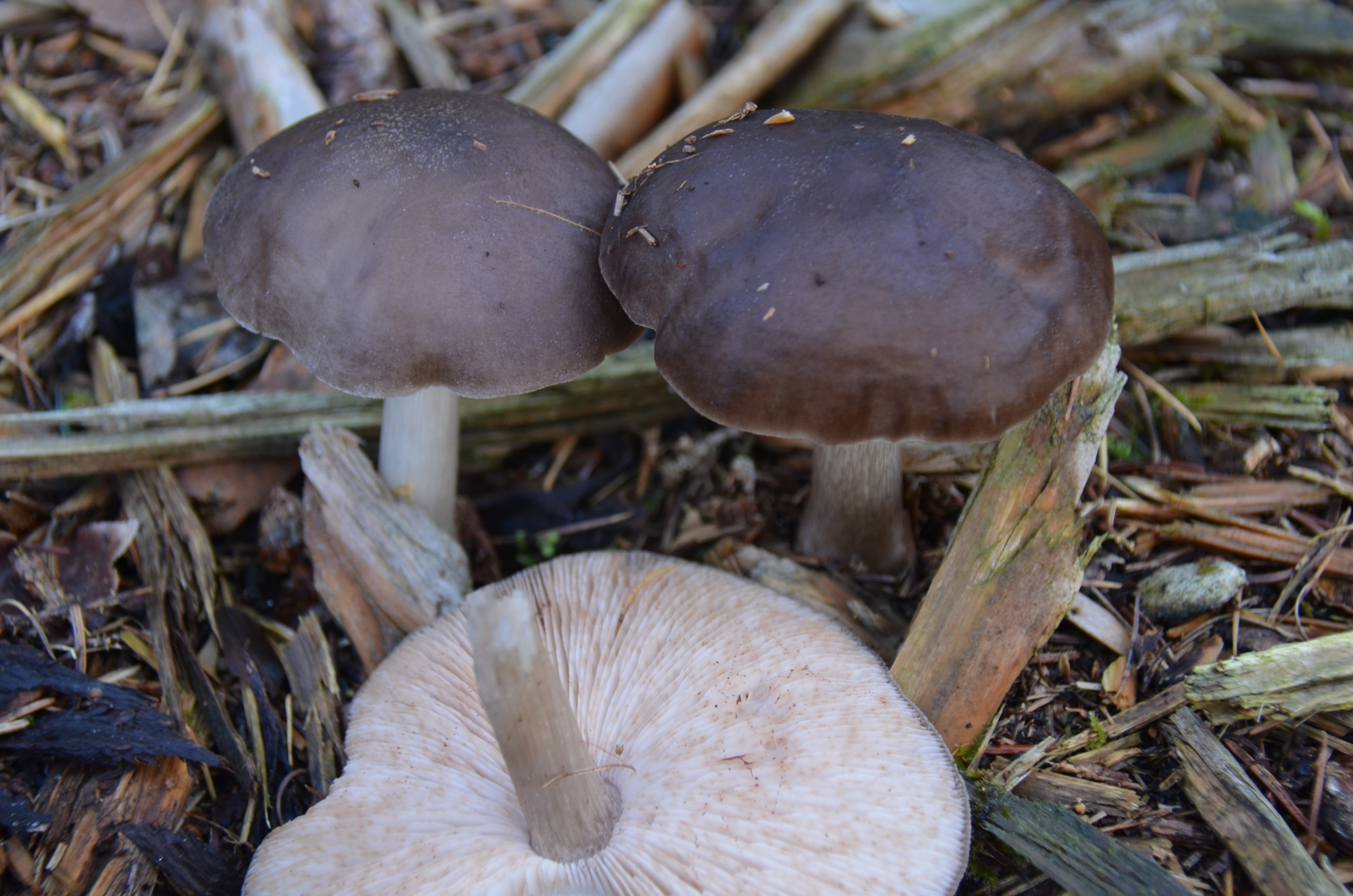
Pluteus atromarginatus sin. Pluteus nigrofloccosus
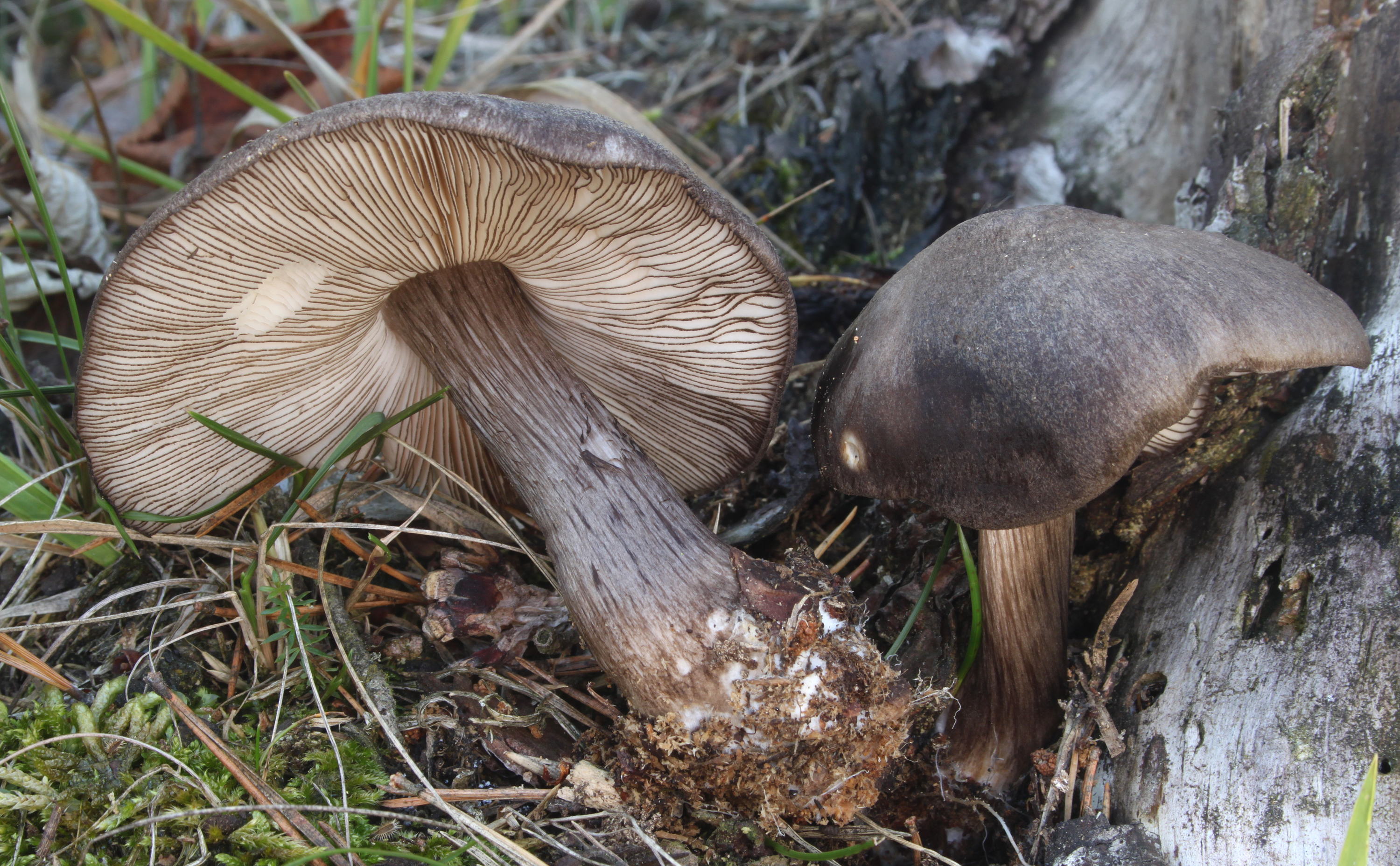
Pluteus atromarginatus
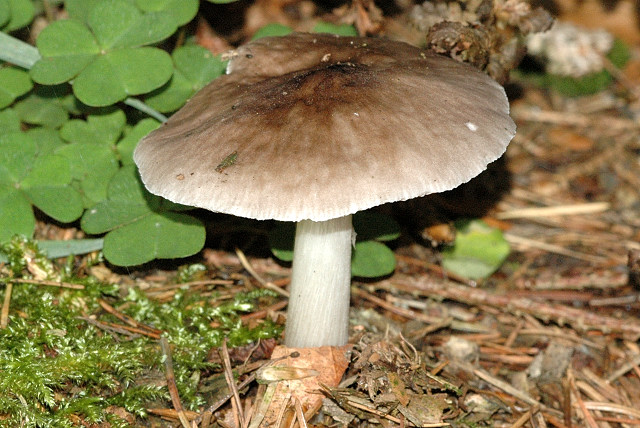
Pluteus bruneoradiatus
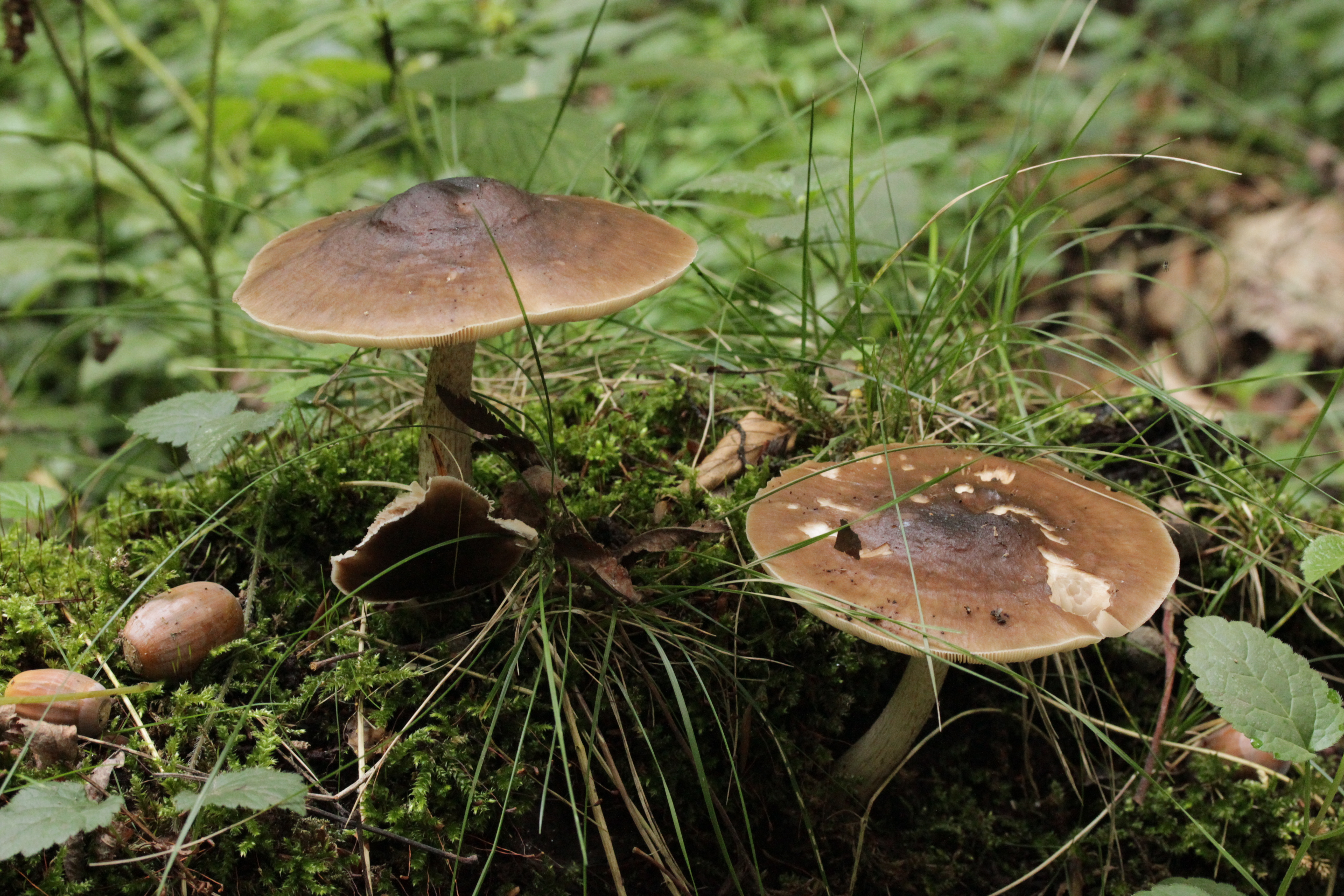
Pluteus cervinus
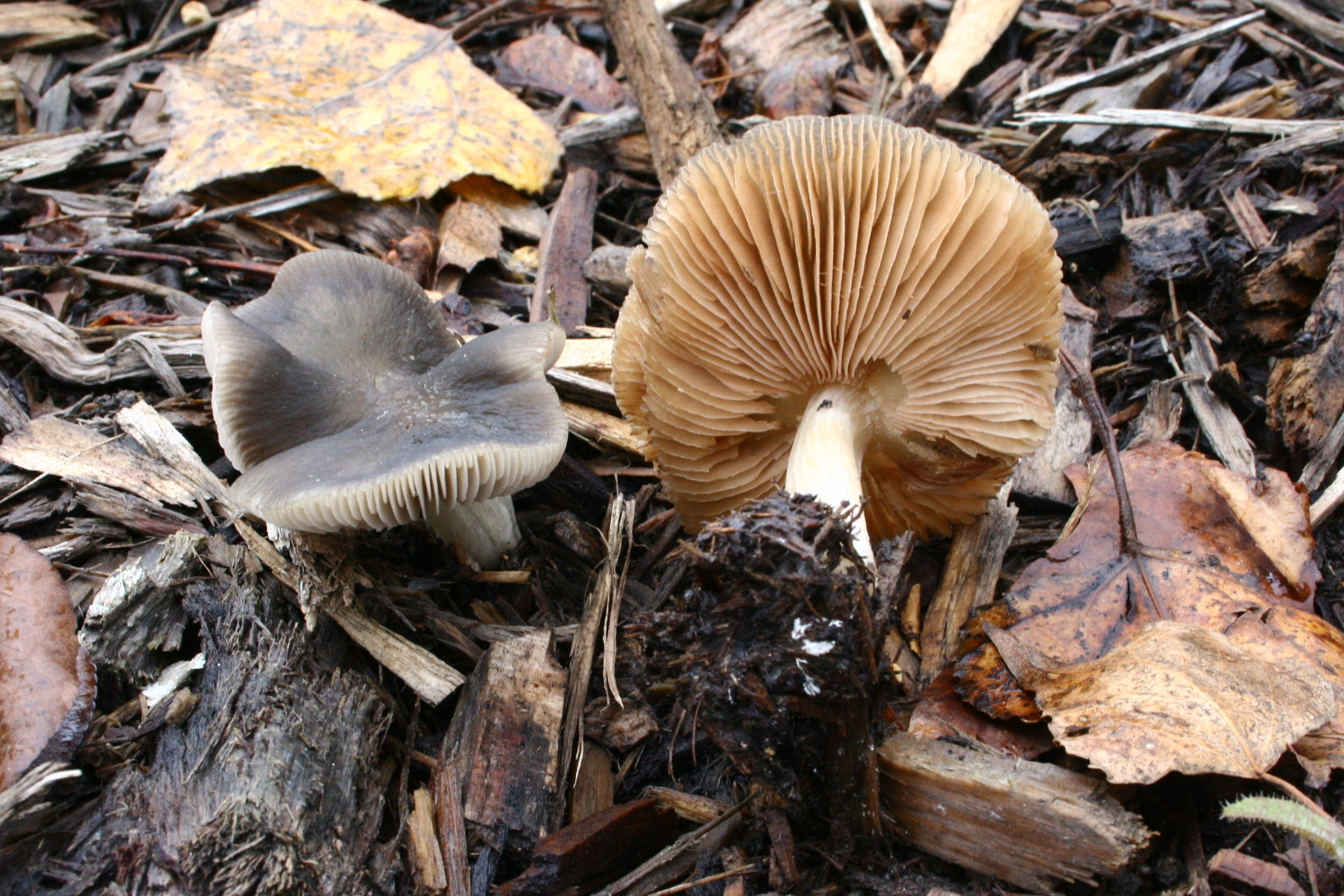
Pluteus cinereofuscus

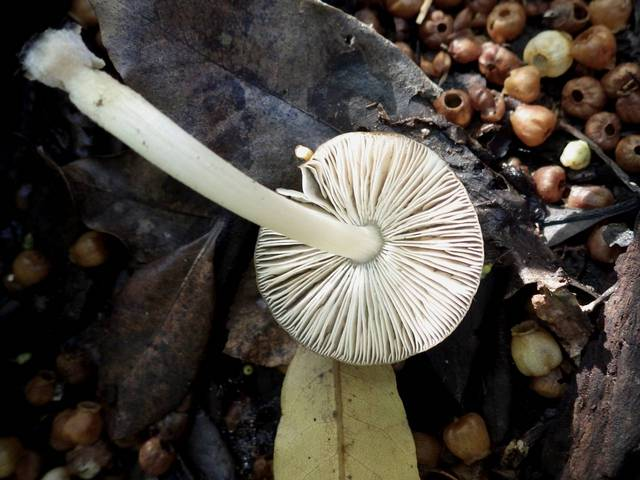
Pluteus nanus
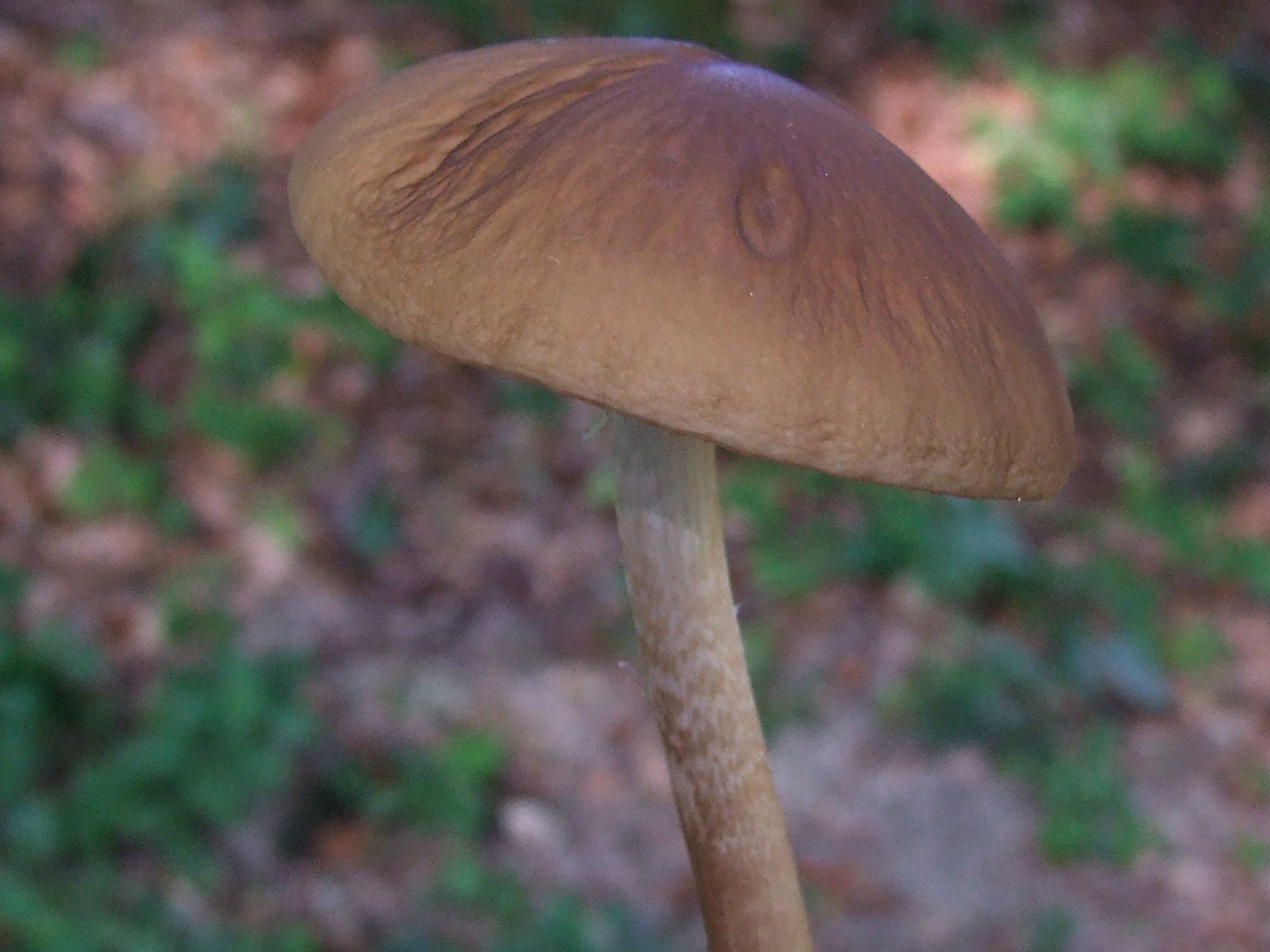
Pluteus phlebophorus
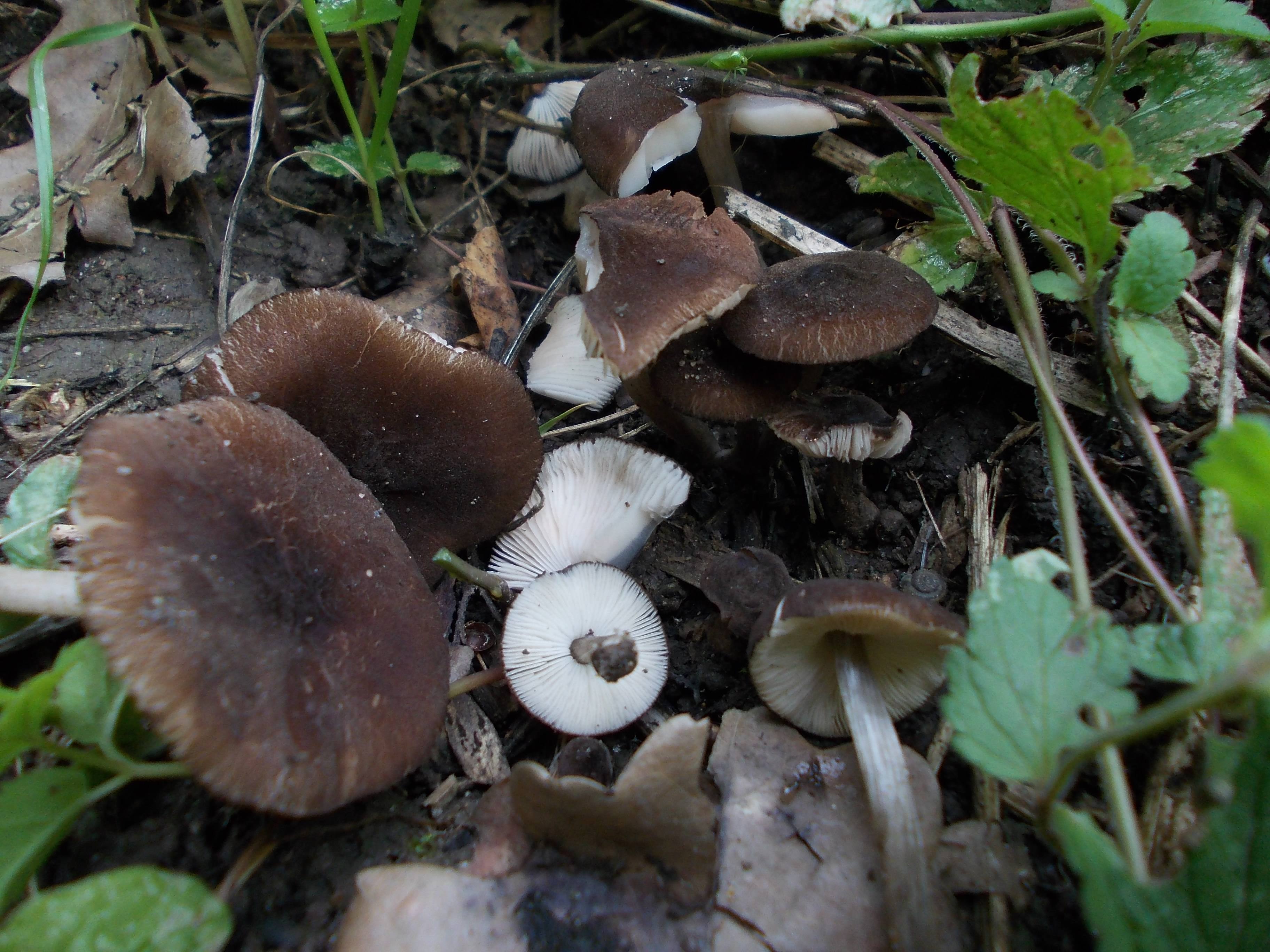
Pluteus podospileus
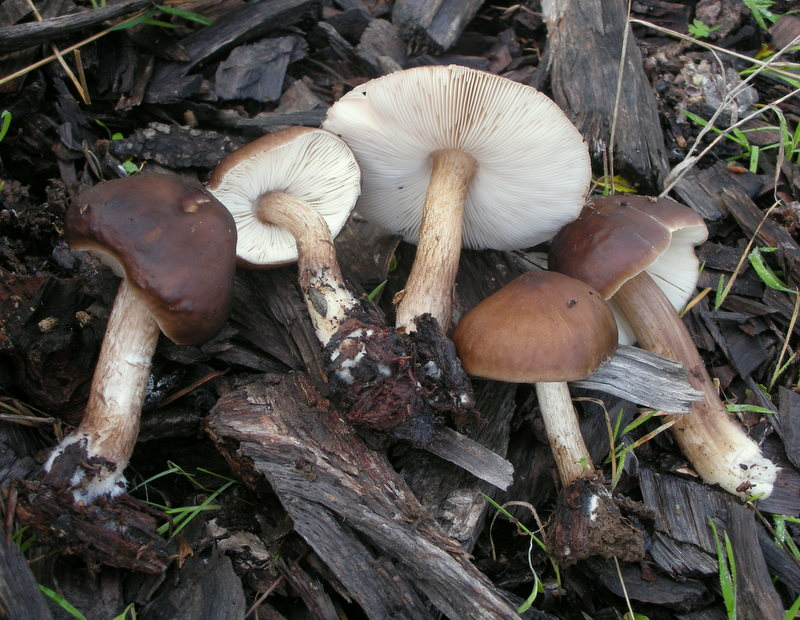
Pluteus pouzarianus
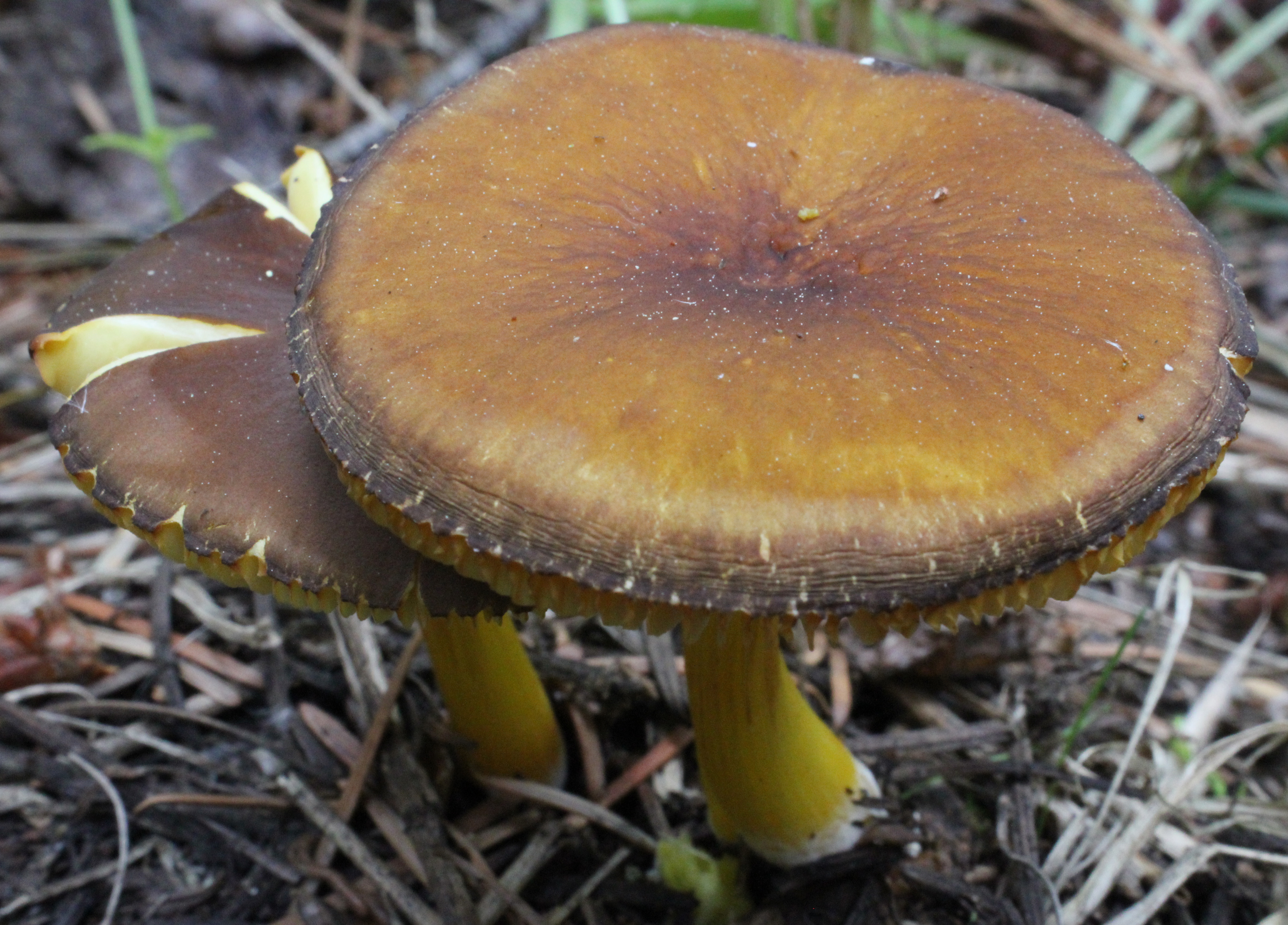
Pluteus romellii
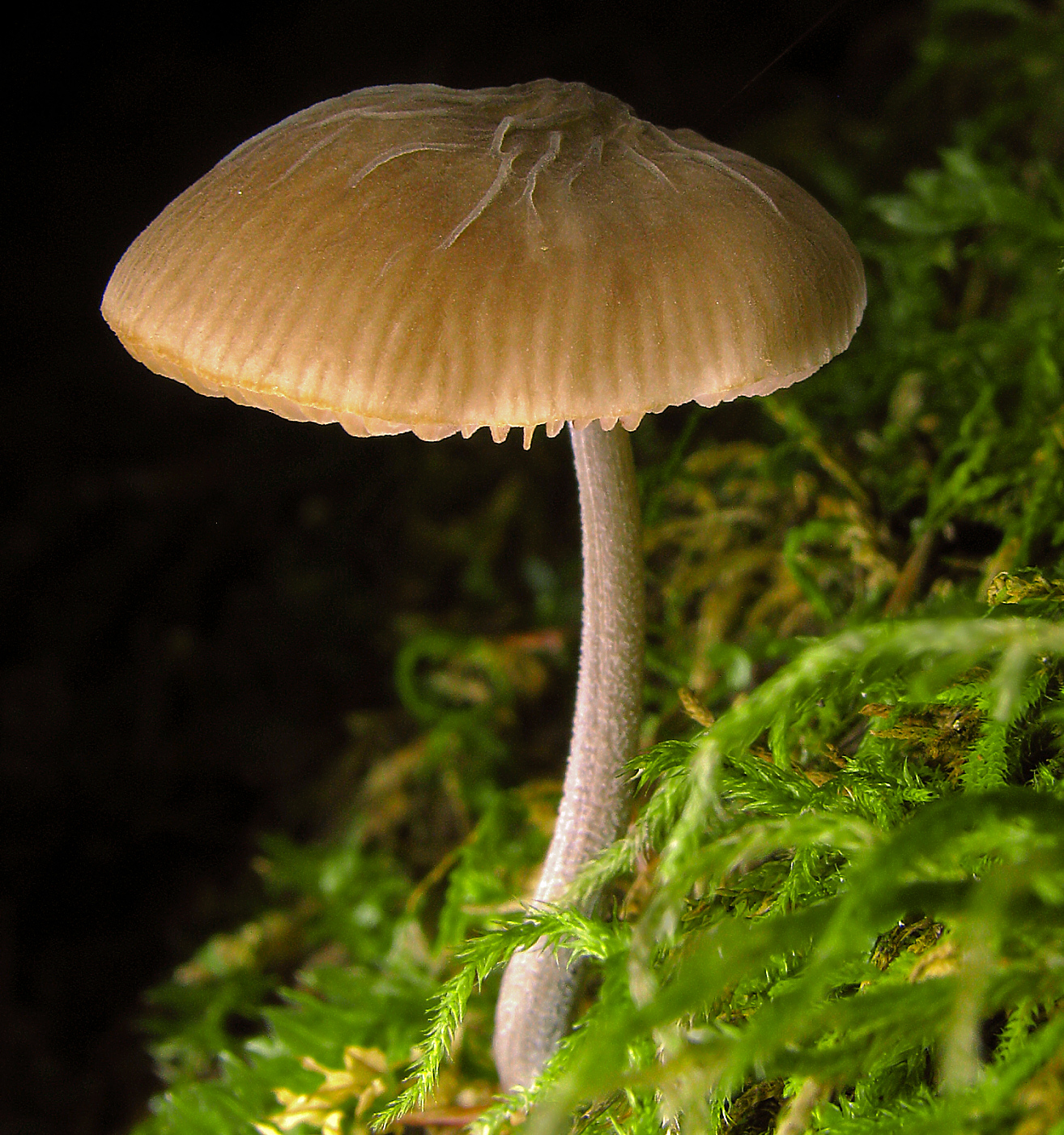
Pluteus thomsonii
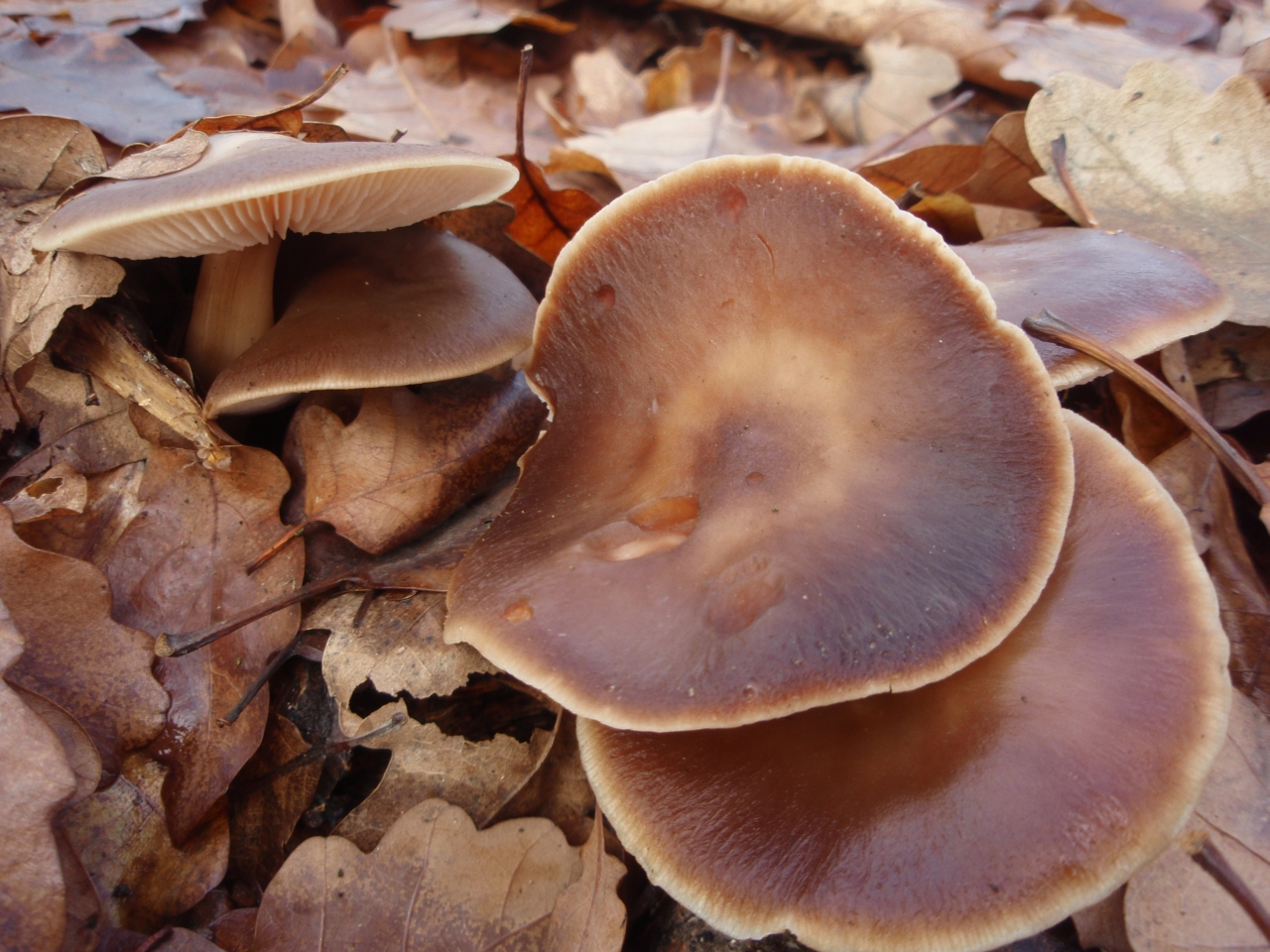
Rhodocollybia butyracea sin. Collybia butyracea

## Valorificare
Specia nu este toxică, dar din cauza cărnii de pălărie inconsistente precum al piciorului tare, mirosului penetrant de castravete și gustului nu prea plăcut, nu prezintă nici o valoare din punct de vedere culinar. 